# Navalny (pel·lícula)
Navalny és una pel·lícula documental del 2022 dirigida per Daniel Roher. La pel·lícula gira al voltant del líder de l'oposició russa Aleksei Navalni i dels esdeveniments relacionats amb el seu enverinament. S'ha produït per HBO Max i CNN Films. La pel·lícula es va estrenar el 25 de gener de 2022 al Festival de Cinema de Sundance. S'ha doblat al català per TV3, que va emetre-la per primer cop el 18 d'octubre de 2022 al programa Sense ficció.

## Sinopsi
La pel·lícula explica els esdeveniments relacionats amb l'enverinament del líder de l'oposició russa Aleksei Navalni i la investigació posterior sobre els fets. El 20 d'agost de 2020, Navalni va ser enverinat amb un agent nerviós Novitxok, va caure malalt durant un vol de Tomsk a Moscou, i va ser hospitalitzat en estat greu. Navalni va ser traslladat a un hospital d'Omsk després d'un aterratge d'emergència i va entrar en coma. Dos dies després, va ser evacuat a l'hospital Charité de Berlín. L'ús de l'agent nerviós va ser confirmat per cinc laboratoris certificats de l'Organització per la Prohibició de les Armes Químiques. Navalni va culpar el president rus Vladímir Putin per la seva intoxicació, tot i que el Kremlin va negar repetidament la seva implicació.
El director va descriure la pel·lícula com "la història d'un home i la seva lluita amb un règim autoritari".

## Producció
El projecte es va anunciar per primera vegada el 13 de gener de 2022. La pel·lícula va ser dirigida pel documentalista canadenc Daniel Roher, que inicialment tenia previst fer una pel·lícula sobre una de les investigacions del periodista Khrista Grózeў. El rodatge va començar poc després que Navalni sortís del coma i va continuar fins a la seva detenció el gener de 2021: segons el personatge principal de la pel·lícula, l'equip de filmació estava al seu costat fins i tot al control fronterer de l'aeroport.
Va ser produït per HBO Max i CNN Films en col·laboració amb Fishbowl Films, RaeFilm Studios i Cottage M. El projecte va ser produït per Diane Becker i Melanie Miller de Fishbowl Films, Shane Boris de Cottage M, Odessa Rae de RaeFilm Studios, Amy Entelis i Courtney Sexton de CNN Films, i Maria Pévtxikh.

## Publicació
La pel·lícula es va estrenar el 25 de gener de 2022 al Festival de Cinema de Sundance com a títol final a la secció de Concurs de Documentals dels EUA, on va guanyar el Premi Favorit del Festival i el Premi del Públic per al Concurs de Documentals dels EUA. El març de 2022, Warner Bros. Pictures va adquirir els drets de distribució de la pel·lícula als Estats Units i la va estrenar l'11 i el 12 d'abril.
La pel·lícula es va emetre el 24 d'abril de 2022 a CNN als EUA, així com a la plataforma de reproducció en línia CNN+. També es va incloure en el catàleg d'HBO Max el 26 de maig.
Es va emetre a BBC Two el 25 de març de 2022.